# L'Amico del Popolo
L'Amico del Popolo è un giornale settimanale pubblicato a Belluno dal 1909. Sotto la testata campeggia la scritta: IL GIORNALE DELLE DOLOMITI BELLUNESI.
Di proprietà della Diocesi di Belluno-Feltre, è la pubblicazione giornalistica locale di più lunga tradizione ininterrotta (se si eccettua la sospensione forzata avvenuta durante la prima guerra mondiale) ed è il periodico a stampa non giornaliero di più ampia diffusione in provincia di Belluno. Il primo numero porta la data di domenica 3 gennaio 1909.
Con l'avvento del web, L'Amico del Popolo si è via via trasformato in una centrale informativa multimediale e propone sul proprio sito www.amicodelpopolo.it e sui canali social collegati una costante produzione informativa quotidiana anche in formato video.

## Direttori
- Lorenzo Dell'Andrea
- Lorenzo Sperti
- Carlo Arrigoni
- Alberto Laggia

## Firme

### Oggi in redazione
- Alberto Laggia direttore
- Luigi Guglielmi
- Martina Reolon
- Irene Dal Mas

### Collaboratori esterni
- Loris Apollonia
- Giuditta Belli già redattore
- Mario Ferruccio Belli
- Sisto Belli
- Maurizio Busatta
- Guido Buzzo
- Marco Cacioppo
- Silvano Cavallet
- Marco D'Ambros
- Sisto Da Roit
- Piergiorgio De Bastiani
- Gigetto De Bortoli già vicedirettore
- Luigi Del Favero
- Giancandido De Martin
- Bortolo De Vido †
- Marco Dibona
- Maurizio Dorigo †
- Giorgio Fontanive
- Enrico Gaz
- Maria Giacin
- Giuditta Guiotto
- Carla Laguna
- Ernesto Majoni
- Luisa Manfroi
- Roberto Padrin
- Egidio Pasuch
- Marco Perale già redattore
- Davide Piol
- Loris Robassa
- Marco Sala
- Loris Santomaso
- Lino Paolo Fedon
- Yvonne Toscani
- Gabriele Turrin
- Mafalda Vignali

## Riconoscimenti
- Il 31 marzo 2011 il Rotary Club Belluno - Distretto 2060 Archiviato il 15 marzo 2018 in Internet Archive. ha conferito all'Amico del Popolo il premio «Paul Harris Fellow» con questa motivazione: «Il consiglio direttivo del Rotary Club Belluno attribuisce il “Paul Harris Fellow” alla redazione de “L’Amico del Popolo” da oltre 100 anni giornale di informazione “leader” in provincia di Belluno per autorevolezza e completezza, particolarmente meritevole per la costante attenzione - sul piano locale - volta a favorire la tenuta del tessuto sociale e - nell’ambito di scenari più ampi - per l’impegno prodigato a favore dello sviluppo delle relazioni fra i popoli».